# Gedsermøllen
Gedsermøllen var en elværks-tilsluttet vindmølle, der i 1957 blev opstillet nær Falsters vestkyst, 2 km nord for Gedser (vest for Gedesby).
Gedsermøllen blev designet på baggrund af Johannes Juuls erfaringer fra tidligere forsøgsmøller opstillet af SEAS. Gedsermøllen var på opstillingstidspunktet verdens største vindmølle. I 1962 konkluderede Vindkraftudvalget under Danske Elværkers Forening, at det på grund af den billige olie ikke var rentabelt at fremstille elektricitet ved vindmøller. Gedsermøllen fortsatte dog med at køre indtil 1967, da et gearkassehavari stoppede den.
Principperne fra Gedsermøllen er blevet videreført i de moderne vindmøller, der er opstillet i vore dage, og den betragtes derfor som ”stammoder” for disse. Således var Gedsermøllen en horisontalt-akslet hurtigløber med 3 vinger og elektromekanisk krøjesystem. Vingerne var stall-regulerede og havde indbyggede luftbremser i vingetipperne. Den elektriske generator var en nettilsluttet asynkron-generator.
På grund af sin lange virketid uden problemer og uden den store vedligeholdelse (de 10 år fra 1957-1967) blev Gedsermøllen bl.a. med tilskud fra NASA og DOE (Department of Energy, USA’s energiministerium) renoveret 10 år efter, i 1977. Et nyt 2-årigt måleprogram blev igangsat for at undersøge teknologien bag Gedsermøllen, da de oprindelige notater der lå til grund for dens specifikationer var gået tabt.
Den oprindelige Gedsermølle producerer ikke mere elektricitet. Generatorhuset og de 3 vinger befinder sig ved Elmuseet ved Tangeværket. Gedsermøllen havde i en periode en moderne nacelle (møllehat) der var blevet placeret oven på det oprindelige tårn. Den nye nacelle blev i 2019 taget af så det i dag kun er tårnet der står tilbage.
54°35′51″N 11°55′22″Ø / 54.59750°N 11.92278°Ø